# Sélim Curtet
Pour les articles homonymes, voir Curtet.
Pas d'image ? Cliquez ici

a Compétitions nationales et continentales officielles uniquement.

b Matchs officiels uniquement.
Sélim Curtet, né le 12 août 1900 à Paris 13e et mort le 14 mai 1959 à Verrières-le-Buisson,, est un joueur français de rugby à XV. 

## Biographie
Sélim Curtet est titulaire dans l'équipe du CASG Paris dès l'âge de 17 ans. Il participe aux Jeux olympiques de 1920 à Anvers, remportant la médaille d'argent.
Il rejoint ensuite le Stade français Paris.

## Palmarès
- Vice-champion olympique en 1920